# Мухаммед аль-Бухарі
Абу Абдуллах Мухаммад ібн Ісмаїл аль-Бухарі, більш відомий як імам аль-Бухарі (араб. إمام البخاري) — мусульманський вчений-мухаддиса (збирач і дослідник хадисів), коментатор Корану, автор одного з канонічних збірників сунітських переказів «аль-Джамі ас-Сахих».

## Біографія
Його повне ім'я: Абу Абдуллах Мухаммад ібн Ісмаїл ібн Ібрагім аль-Джуф аль-Бухарі. Народився в сім'ї вихідців з Персії, предки були зороастрійцями, прадід (аль-Мугира) прийняв іслам «з рук» правителя Бухари Ямана аль-Джуф Бухарі. Його батько був дуже освіченою людиною. Він помер, коли Мухаммад був ще дитиною. Аль-Бухарі був під опікою матері, яка виховала його. Вона була освічена жінка, яка контролювала навчання хлопчика різним наукам.
Невдовзі аль-Бухарі почав опановувати науки у початковій школі — мектебе. У віці 7 років він вивчив весь Коран. Почавши вивчати хадіси з 10 річного віку, аль-Бухарі виявив неабиякі здібності та надзвичайну пам'ять. Через рік він вступив у Бухарську школу де вивчали хадіси. Інколи навіть вчителі мали погоджуватися із зауваженнями, які висловлював аль-Бухарі. У шістнадцятирічному віці він закінчив свою початкову освіту. Результатом навчання стало те, що у 16 років аль-Бухарі достеменно опанував кілька релігійних книг, серед яких були вивчені напам'ять книги Ібн аль-Мубарака та Вакі‘а.
За переказами змалку Мухаммад аль-Бухарі був сліпим. Його показували багатьом медичним світилам того часу. Набожна мати постійно благалаАллаха, аби Він вилікував хлопця. Однієї ночі уві сні їй було сказано від пророка Ібрагіма: «Аллах відновить зір сину через твої численні молитви», а з ранку Мухаммад встав із ліжка зрячим.
Коли йому було 16, молода людина з матір'ю і братом попрямував в  паломництво в  Мекку. Незабаром після відвідування Мекки його мати і брат повернулися в  Бухару без Мухаммада, який залишався в Мецці протягом наступних 4 років. Він навчався у самих знаменитих мухаддисів, потім відвідав усі відомі на той час центри ісламських наук. У Багдаді юнак вісім разів зустрічався з  Ахмадом ібн Ханбаль, найбільшим знавцем хадисів, ходив п'ять разів на  Басру, неодноразово побував у місті Балх (що знаходиться на території сучасного Афганістану), і в Єгипті. В Дамаске він отримував знання від Абу Мусхіра, в Хіджаз залишався 6 років. Імам вивчав хадіси у знаменитого хафіза Яхьї ібн Мунхарі в Нишапуре. Сам він зазначав, що записав і прийняв хадіси від 1800 вчителів. Під час шістнадцятирічного перебування в  Мечеті Пророка в Медині він читав хадіси. Це було зібрання і вчення хадисів — достовірних передач про вчинки і словах пророка Мухаммада і його сподвижників.
Сучасники згадували, що аль-Бухарі був зовні худою та кволою молодою людиною. Його запам'ятали за молитвою у мечеті Басри, де збиралися навколо нього тисячі людей. Він роздавав багату милостиню. Власним коштом він утримував своїх учнів. Інколи він у процесі духовних вправ їв сухе листя. А зазвичай його вдовольняла їжа, яка складалася із двохтрьох мигдалин. Такої дієти він дотримувався десятки років. Безперечно цебув шлях для самовдосконалення, результатом релігійних вправ і певною боротьбою із собою. Це була дуже побожна людина. Його моральні якості були довершеними. Він переймався правами інших, був терплячим та привітним. Імам аль-Бухарі говорив: «Я ніколи не зводив наклепу, постійно молився та дотримувався постів».
Імам аль-Бухарі часто ставав жертвою смути і змов. Через це його чотири рази виганяли з Бухари. Вперше його вигнали в ранній період за те, що він видав фетву, згідно з якою прийомні відносини дійсні, навіть якщо попити козячого молока або баранячого. Існує безліч думок про достовірність цього факту. Удруге його вигнали за те, що він стверджував, що віра (іман) не сотворена. Втретє на одному із зібрань імама, хтось запитав його сотворена Мова Аллаха чи ні. Імам аль-Бухарі спочатку спробував піти від прямої відповіді, але запитувач наполягав на своєму, і в підсумку імам сказав: «Мова Аллаха не сотворена, але наше її читання створено». І люди не зрозуміли імама до кінця і звинуватили імама аль-Бухарі в тому, що той вводить «нововведення». Вчетверте емір Бухари, Халіда Зухрі, попросив його навчати своїх дітей, але імам відмовився, і Халід Зухрі підмовив деяких людей, і ті почали кепсько висловлюватися про переконаннях імама. Це змусило його в четвертий раз покинути Бухару і відправитися до родичів у село Хартанг у Хорасані (коло міста Самарканду, нині Хаджабад). У цьому селищі імам й помер у 870 році у віці 60 років.

## Праці
Імам аль-Бухарі залишив після себе безліч праць, найважливішим і отримали найбільшу поширення з яких є « Аль-джамі 'ас-Сахіх». До числа творів аль-Бухарі відносяться також такі книги як «Аль-асма 'ва-ль-куна», «Ат-тарих аль-кабір» (Велика історія), «Ас-Сунан фі-ль-фікх», «Хальк аф 'аль аль-'ібад», «Аль-Адаб аль-Муфрад» і «Аль-кіра'а Хальфа-ль-імам».
При зборах хадисів аль-Бухарі надавав особливу важливість встановленню осіб, які служили першоджерелом передачі, запису хадиса, перерахуванню осіб (иснад), передавали його далі. До достовірним (Сахіх) він відносив тільки ті хадіси, які розповідалися людьми, являвшимися безпосередніми свідками вчинку Пророка.

### Аль-джамі ас-Сахіх
Імам аль-Бухарі присвятив усе своє життя збору хадисів. Протягом багатьох років він мандрував, вивчаючи науку про хадіси різними провінціями халіфату. Серед них відомі — Хіджаз, Єгипет, Ірак, Хорасан, Сирія. Як свідчать джерела, він слухав хадіси більше ніж від тисячі шейхів. Аль-Бухарі поставив собі за мету зібрати усі достовірні (сахіх) хадіси перекази про висловлювання та дії пророка Мухаммада. Він виявляв притаманний мухаддісам того часу критицизм.
Справа полягала у тому, що на той час традиційний матеріал розрісся до такої межі, що критичний аналіз став нагально необхідним. Умови та недостатньо розвинене відчуття анахронізму робили неможливим синтез слів пророка Мухаммада у відповідності з їхнім змістом. Тому дослідження сконцентрувалися навколо ланцюга свідків, навколо самого процесу створення переказу, який вів назад до пророка, або його сучасників. Але дуже часто виявлялося, що переказ підтверджувався лише одним, та до того ж ненадійним свідком. Саме тому для хадисознавства було типовим, що найперші узагальнюючі збірки хадисів були упорядковані людьми, яких у майбутньому визнавали фундаторами правових шкіл.
Більше того, у той час з'явилися перекручені, або сфальсифіковані хадіси. Ними намагалися виправдати сектантські, або політичні точки зору. Саме аль-Бухарі з його наполегливістю та повною віддачею зробив вдалу спробу перевірки хадісів, які знаходилися в той час серед мусульманських общин у вжитку.
Власне сам пророк Мухаммад суворо попереджував тих, хто був спроможний прикрасити, або виправити хадіс. За джерелами, які наводив сам аль-Бухарі, пророк зазначав, що «усякий, хто свідомо припише мені слова, які мною не виголошувалися — тому горіти у пекельному полум'ї». Відомо, що ще за часів Мухаммада хадіси зберігалися шляхом вивчення напам'ять, або обговорення в колі найближчих соратників пророка — сахабів і улемів та відповідних записів.
Пророк Мухаммад не любив записувати власні хадіси. Він остерігався, аби їх не прийняли як Коранічне Одкровення. Якщо ж різниця між ними було наочною, то Мухаммад не заперечував такої практики, яка дозволяла фіксувати та користуватися хадісами. Але відомо, наприклад, що Абу Саїд аль Кудрі засвідчив, що пророк заперечував проти записування хадісів на аркушах із коранічними текстами. Щоденна поведінка або часті дії пророка були відомі кожному мусульманину і це незмінно передавалося від покоління до покоління. Такі хадіси відомі як «Мутаватір» та підтверджувалися свідоцтвами багатьох людей і через це могли вважатися дійсними.
Серед найавторитетніших джерел для збірки аль-Бухарі треба зазначити Ахмада ібн Ханбаля, Йахйї ібн Маїна, Ібн аль-Мадіні, аль-Хаміді та інших богословів. У праці аль-Бухарі як перші передавці фігурують 76 осіб — головним чином асхаби та табігіни. Визнано, що аль-Бухарі мав феноменальну пам'ять. Його сучасники згадували, що у школі Басри вони записували хадіси, але аль-Бухарі їх запам'ятовував. Таким чином він вивчив 15000 хадісів. Якщо аль-Бухарі прочитував книжку, то запам'ятовував її назавжди. Аль-Бухарі перевірив близько 600 тисяч хадісів, які тоді були у вжитку та, крім цього, ще 200 тисяч, які він сам записав у власних вчителів та інформаторів. Про серйозність та відповідальність титанічної роботи аль-Бухарі свідчать факти, за якими вчений не починав запису переказів до тих пір, поки на здійснював ритуального омовіння та молитви. Результатом багатолітньої напруженої роботи стала упорядкована аль-Бухарі збірка. За його власними словами ситуація склалася таким чином: «Я включив у свою збірку тільки вірогідні хадіси, хоча я знаю напам'ять 100000 достовірних й 200000 недостовірних хадісів».
З цієї величезної кількості переказів аль-Бухарі відібрав як «бездоганні» лише близько 7400 хадісів. Із них він уклав своє найвідоміше в мусульманському світі зведення «Аль-Джамі ас-Сахіх», який зазвичай називають «Ас-Сахіх». Імам аль-Бухарі працював над своєю книгою протягом шістнадцяти років. Ця праця аль-Бухарі визначається тим, що вона стала першою збіркою хадисів, яка була упорядкована за принципом муссанаф, себто із класифікацією хадісів за сюжетами ('аль-алабваб'), що увібрали в себе 7397 хадісів з повним існадом — безперервним ланцюгом переповідачів, який доходив аж до самого пророка Мухаммада.
«Аль-джамі ас-Сахіх» є одним із шести основних сунітських збірок хадисів (Кутуб ас-Сітта). Деякі богослови вважають Сахих аль-Бухарі найвірогіднішою ісламської книгою після Корану.
Згідно Ібн ас-Салах у Сахих аль-Бухарі правильніше називати: Аль-джамі 'аль-муснад ас-Сахіх аль-мухтасар хв Умур Расул-Ллах ва сунані-хи ва айамі-хи. Дослівно перекладається як Збірник достовірних хадисів з підключеного ланцюга з питань, що належать до Посланникові Аллаха, його методам і його часу. Ібн Хаджар аль-Аскаляні згадав ту ж назву, замінивши слово Умур словом хадис.
Ібн ас-Салах сказав, що в Сахих аль-Бухарі 7275 хадисів, включаючи повторювані, а без урахування повторюваних хадисів — 4000.
Коментарі до «Аль-джамі ас-Сахіх» писали такі відомі богослови як Ібн Хаджар аль-Аскаляні (Фатх аль-Барі), Бадруддін аль-Айні, Аль-Касталяні, Ас-Суюті, Ібн Касир, Ібн Раджаб, та ін.
У 2002 році благодійний Фонд «Ібрагім Бін Абдулазіз Аль Ібрагім» випустив двотомник російською мовою «Сахих аль-Бухарі [Звід хадисів імама аль-Бухарі] (Короткий виклад)», а вже в 2003 році видавництво Умма випустило книгу Сахих аль-Бухарі [ Звід хадисів імама аль-Бухарі] (Мухтасар повний варіант). Автором обох перекладів є Володимир Нірша.

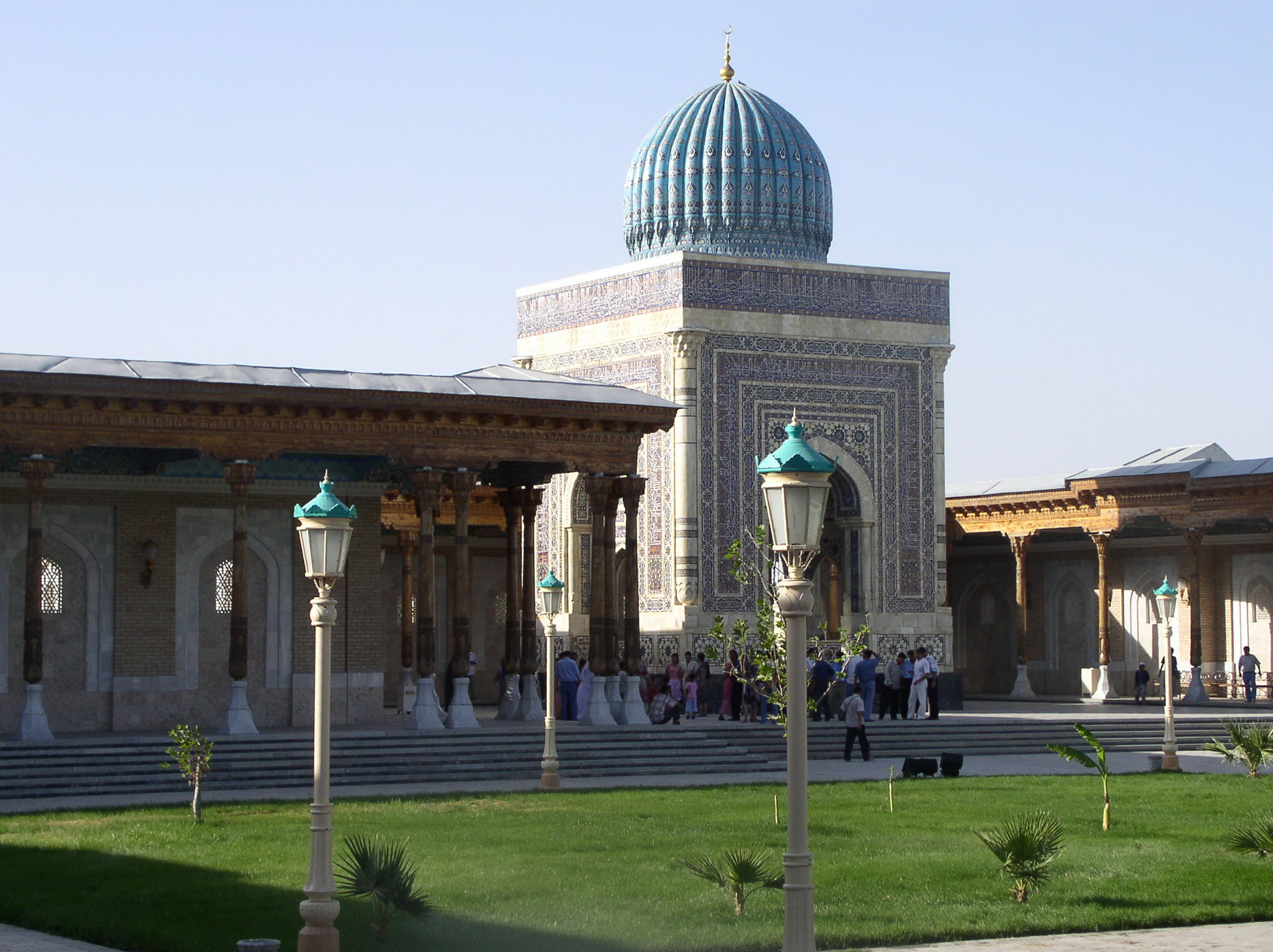
Мавзолей аль-Бухарі поблизу Самарканда

## Пам'ять
У роки радянської влади ім'я великого мислителя і богослова на території СРСР було піддано забуттю. Після здобуття Узбекистаном незалежності згадку про імама аль-Бухарі була відновлена.
У часи СРСР місце поховання імама Аль-Бухарі було забуте та занедбане. Але в 1954 році Радянський Союз відвідав президент Індонезії Сукарно. Після візиту в Москву він прибув в Ташкент і попросив, щоб йому дозволили помолитися в мечеті Аль Бухарі. Місцева влада навіть не чула про те, ким був імам аль-Бухарі і де знаходиться його могила. У спішному порядку була відправлена комісія в Самарканд.
Приїхавши на місце, чиновники побачили вкрай непривабливу картину: мечеть занедбана, а на могилі Аль-Бухарі немає навіть надгробка. Протягом доби, мечеть і прилеглу ділянку, як могли, привели в порядок, до мечеті на швидкоруч поклали асфальтову доріжку.
Слідом за президентом Сукарно в Радянський Союз прибув президент Сомалі Мадіба Кейта, який також, відвідавши Ташкент, звернувся з проханням надати йому можливість побувати на могилі імама. Після цього, мечеть Аль-Бухарі передали Духовному управлінню мусульман Середньої Азії і Казахстану.
Після здобуття Узбекистаном незалежності в 1991 році, пам'ять про імама Мухаммада ібн Ісмаїла Аль-Бухарі була відновлена. У 1998 році, у зв'язку з святкуванням 1225 річниці з дня народження Аль-Бухарі, в селищі Хартанг з ініціативи Президента Узбекистану  І. А. Карімова був побудований меморіальний комплекс, що включає в себе мавзолей, мечеть, бібліотеку, а також освітній центр (дорус-Хадіс). У зведенні меморіального комплексу брали участь будівельники і народні майстри Самарканда, Ташкента, Бухари, Хіви, Шахрісабза, Андижана, Коканда і Намангана.
У місті Верхня Пишма мається Мідна мечеть, названа на честь імама аль-Бухарі. У липні 2014 року поряд з мечеттю було вироблено поховання капсули з прахом імама аль-Бухарі. Прах був вилучений з могили аль-Бухарі в 1998 р під час будівництва меморіального комплексу в м Самарканде.